# Ana de Mecklemburgo
Ana de Mecklemburgo (en alemán: Anna von Mecklemburg-Güstrow, Wismar, 14 de octubre de  1533-Schwerin, 4 de julio de 1602) fue Duquesa consorte de Kurzeme y Zemgale.
Se casó el 11 de marzo de 1566, con el duque de Curlandia y Semigalia Gotthard Kettler en Königsberg, y fue duquesa consorte de 1566 a 1587. Ana es la primera mujer Livonia, cuya vida está históricamente documentada. 

## Descendencia
1. Federico Kettler (1569–1642)
2. Guillermo Kettler (1574–1640)